# Региональные выборы в Эмилии-Романье (2000)
Региональные выборы  состоялись в Эмилии-Романье 16 апреля 2000 года. Это были первые прямые выборы президента региона, прошедшие по новому «закону Татарелла», до того президентом становился лидер выигравшей выборы коалиции. Победителем стал действующий президент Васко Эррани, кандидат от левоцентристской коалиции Оливковое дерево, обошедший правоцентристского кандидата от партии Вперед, Италия Карло Монако (поддержан коалицией Дом свобод).

## Избирательная система
Впервые региональные выборы в Эмилии-Романье проводились по «закону Татарелла» (принят в 1995 году), который устанавливал смешанную избирательную систему: ⅘ регионального совета избирались по округам (соответствующим провинциям) по пропорциональной системе с использованием метода наибольшего остатка с квотой Друпа по открытым спискам. Остаток голосов и незаполненные места объединялись в «единый региональный округ», внутри которого пропорции и наибольшие остатки делились по методу Хэра между партийными списками в этих провинциях. ⅕ мест в региональном совете распределялась по мажоритарной системе по общему региональному списку, лидер которого становился президентом региона, а остальные кандидаты входили в состав регионального совета.
Для списков в провинциях был установлен процентный барьер в 3 %, но непрошедшие его кандидаты все равно могли попасть в региональный совет, если их общерегиональный список набрал не менее 5 %.
Допускался панашаж: избиратель мог проголосовать за кандидата в президенты регионов, но выбрать провинциальный список другой партии.

### Распределение мест по избирательным округам
| Провинция                                   | Мест | Провинции и метрополитенский город Болонья на карте области Эмилия-Романья |
| Болонья                                     | 12   | Провинции и метрополитенский город Болонья на карте области Эмилия-Романья |
| Феррара                                     | 3    | Провинции и метрополитенский город Болонья на карте области Эмилия-Романья |
| Форли-Чезена                                | 2    | Провинции и метрополитенский город Болонья на карте области Эмилия-Романья |
| Модена                                      | 6    | Провинции и метрополитенский город Болонья на карте области Эмилия-Романья |
| Парма                                       | 3    | Провинции и метрополитенский город Болонья на карте области Эмилия-Романья |
| Пьяченца                                    | 4    | Провинции и метрополитенский город Болонья на карте области Эмилия-Романья |
| Равенна                                     | 3    | Провинции и метрополитенский город Болонья на карте области Эмилия-Романья |
| Реджо-нель-Эмилия                           | 4    | Провинции и метрополитенский город Болонья на карте области Эмилия-Романья |
| Римини                                      | 2    | Провинции и метрополитенский город Болонья на карте области Эмилия-Романья |
| Кандидаты в президенты и премия большинства | 11   | Провинции и метрополитенский город Болонья на карте области Эмилия-Романья |
| Всего                                       | 50   | Провинции и метрополитенский город Болонья на карте области Эмилия-Романья |

## Результаты выборов
|                                                                       |                                                                       |                                                                       |                                                                       |                                                      |                           |           |       |       |
| Коалиция                                                              | Коалиция                                                              | Голоса                                                                | %                                                                     | Партия                                               | Партия                    | Голоса    | %     | Места |
|                                                                       | Васко Эррани                                                          | 1 451 468                                                             | 60,28                                                                 |                                                      | Левые демократы           | 869 242   | 33,82 | 16    |
|                                                                       | Васко Эррани                                                          | 1 451 468                                                             | 60,28                                                                 | Партия коммунистического возрождения                 | 138 464                   | 5,39      | 2     |       |
|                                                                       | Васко Эррани                                                          | 1 451 468                                                             | 60,28                                                                 | Демократы                                            | 113 132                   | 4,40      | 2     |       |
|                                                                       | Васко Эррани                                                          | 1 451 468                                                             | 60,28                                                                 | Итальянская народная партия — Итальянское обновление | 70 808                    | 2,75      | 1     |       |
|                                                                       | Васко Эррани                                                          | 1 451 468                                                             | 60,28                                                                 | Федерация зелёных                                    | 64 005                    | 2,49      | 1     |       |
|                                                                       | Васко Эррани                                                          | 1 451 468                                                             | 60,28                                                                 | Партия итальянских коммунистов                       | 49 686                    | 1,93      | 1     |       |
|                                                                       | Васко Эррани                                                          | 1 451 468                                                             | 60,28                                                                 | Итальянские демократические социалисты               | 29 934                    | 1,16      | -     |       |
|                                                                       | Васко Эррани                                                          | 1 451 468                                                             | 60,28                                                                 | Итальянская республиканская партия                   | 21 625                    | 0,84      | -     |       |
|                                                                       | Васко Эррани                                                          | 1 451 468                                                             | 60,28                                                                 | Союз демократов за Европу                            | 1363                      | 0,05      | -     |       |
| Места, распределяемые по региональному списку                         | Места, распределяемые по региональному списку                         | Места, распределяемые по региональному списку                         | Места, распределяемые по региональному списку                         | 10                                                   |                           |           |       |       |
|                                                                       | Габриэле Кане                                                         | 1 036 660                                                             | 43,05                                                                 |                                                      | Вперед, Италия            | 509 084   | 19,81 | 10    |
|                                                                       | Габриэле Кане                                                         | 1 036 660                                                             | 43,05                                                                 | Национальный альянс                                  | 274 420                   | 10,68     | 4     |       |
|                                                                       | Габриэле Кане                                                         | 1 036 660                                                             | 43,05                                                                 | Лига Севера                                          | 79 714                    | 3,10      | 1     |       |
|                                                                       | Габриэле Кане                                                         | 1 036 660                                                             | 43,05                                                                 | Христианско-демократический центр                    | 47 664                    | 1,85      | 1     |       |
|                                                                       | Габриэле Кане                                                         | 1 036 660                                                             | 43,05                                                                 | Объединенные христианские демократы                  | 42 548                    | 1,66      | -     |       |
|                                                                       | Габриэле Кане                                                         | 1 036 660                                                             | 43,05                                                                 | Социалистическая партия — Социальная демократия      | 9507                      | 0,37      | -     |       |
|                                                                       | Габриэле Кане                                                         | 1 036 660                                                             | 43,05                                                                 | Управление Эмилией-Романьей                          | 8094                      | 0,31      | -     |       |
|                                                                       | Габриэле Кане                                                         | 1 036 660                                                             | 43,05                                                                 | Либерал Згарби — Либертарианцы                       | 6810                      | 0,26      | -     |       |
| Место, закрепленное за кандидатом в президенты, занявшим второе место | Место, закрепленное за кандидатом в президенты, занявшим второе место | Место, закрепленное за кандидатом в президенты, занявшим второе место | Место, закрепленное за кандидатом в президенты, занявшим второе место | 1                                                    |                           |           |       |       |
|                                                                       | Сержио Станцани                                                       | 70 655                                                                | 2,93                                                                  |                                                      | Список Эммы Бонино        | 62 611    | 2,44  | -     |
|                                                                       | Карло Расми                                                           | 11 447                                                                | 0,48                                                                  |                                                      | Народное действие         | 9080      | 0,35  | -     |
| Всего                                                                 | Всего                                                                 | 2 570 230                                                             | 100                                                                   |                                                      | Всего                     | 2 407 791 | 100   | 50    |
| Пустые и недействительные бюллетени                                   | Пустые и недействительные бюллетени                                   | 168 089                                                               | 6,14                                                                  |                                                      | Пустые и недействительные | 330 528   | 12,07 |       |
| Зарегистрированные избиратели/Явка                                    | Зарегистрированные избиратели/Явка                                    | 3 435 051                                                             | 79,72                                                                 |                                                      |                           |           |       |       |
| Источник: Ministero degli Interni, Archivio Storico delle Elezioni.   |                                                                       |                                                                       |                                                                       |                                                      |                           |           |       |       |